# 붉은가라지
붉은가라지(학명: Decapterus akaadsi)는 전갱이목 전갱이과에 속하는 물고기이다. 몸길이는 30 cm로서 전갱이과에서 소형인 물고기에 속한다.

## 특징과 먹이
붉은가라지는 전갱이목 전갱이과에 속하는 어류 중에서도 붉은색의 꼬리지느러미를 가진 것이 아름다운 어종이기도 하다. 옆줄을 기점으로 몸의 등쪽은 푸른색을 띄며 배쪽은 회색을 띄는 어종이며 눈이 매우 크고 입이 앞으로 돌출이 된 어종이다. 지느러미는 대부분 붉은색이며 등지느러미가 2개이고 제2등지느러미가 매우 길게 나있다. 꼬리지느러미가 완전한 붉은색을 띄어서 이름이 붉은가라지가 되었으며 꼬리지느러미를 제외한 나머지 지느러미는 갈색이거나 옅은 붉은색이다. 먹이로는 멸치, 청어와 같은 작은물고기, 요각류, 갑각류를 잡아먹는 육식성물고기에 속한다.  

## 서식지와 산란 및 어획
붉은가라지의 주요서식지는 서부 태평양과 인도양이며 그 중에서도 남중국해 일대와 대만, 대한민국, 일본 남부에 가장 많은 개체수가 서식한다. 수심 10~70 m의 산호초나 암초 지대에 주로 서식하는 표해수대의 어류이다. 산란기는 5월~6월인 여름이며 알을 낳으면 알은 해수면의 위로 뜨게 된다. 식용으로도 이용이 되는 어종인데 주로 회나 구이로 많이 먹는다.

## 같이 보기
- 전갱이목
- 전갱이과